# Liste von Requiem-Vertonungen
Diese Liste von Requiem-Vertonungen listet musikalische Umsetzungen von Requiems auf:

## Vertonungen des lateinischen Requiem-Textes (Auswahl)

### Renaissance
- Guillaume Dufay: Missa pro defunctis (ca. 1460, verschollen)
- Johannes Ockeghem: Requiem pro defunctis (1461)
- Pierre de la Rue: Missa pro defunctis (ca. 1500)
- Antoine Brumel: Missa pro defunctis (1516)
- Antoine de Févin: Missa pro fidelibus defunctis (ca. 1510)
- Johannes Prioris: Missa pro defunctis (1532)
- Jean Richafort: Missa pro defunctis (1532)
- Claudin de Sermisy: Missa pro defunctis (1532)
- Pierre de Manchicourt: Missa pro defunctis (ca. 1550)
- Jacobus Vaet: Missa pro defunctis (ca. 1550)
- Cristóbal de Morales: Missa pro defunctis (1544), Missa pro defunctis (ca. 1550), Officium defunctorum (1559)
- Joan Brudieu: Missa pro defunctis (2. Hälfte 16. Jh.)
- Philippe de Monte: Missa pro defunctis (nach 1550)
- Giovanni da Palestrina: Missa pro defunctis (1554)
- Juan Vásquez: Agenda defunctorum (1556)
- Francisco Guerrero: Missa pro defunctis (1566, rev. 1582)
- Orlando di Lasso: Missa pro defunctis (1578), Missa pro defunctis (1580)
- Constanzo Porta: Zwei Missae pro defunctis (1578)
- Jacobus Clemens non Papa: Missa defunctorum (1580)
- Tomás Luis de Victoria: Missa pro defunctis (1583), Requiem-Responsorien (1592), Officium defunctorum (1603)
- Giovanni Matteo Asola:
  - Officium defunctorum (1586)
  - Officium defunctorum addito cantico Zachariae (1593)
  - Missa pro defunctis (1574)
  - Missa pro defunctis (1576)
  - Missa pro defunctis (doppelchörig, 1580)
  - Missa pro defuctorum (ca. 1600)
- Estêvão de Brito: Missa pro defunctis (1600)
- Duarte Lobo: Officium defunctorum (1603, verschollen), Missa pro defunctis (1621), Missa pro defunctis (1639)
- Eustache du Caurroy: Missa pro defunctis (1606)
- Orazio Vecchi: Missa pro defunctis (1607)
- Joan Pau Pujol: Missa pro defunctis (1612)
- Juan Esquivel Barahona: Missa pro defunctis 5stg. (1608), Missa pro defunctis 4stg. (1613)
- Giovanni Francesco Anerio: Missa pro defunctis (1614)
- Jacobus de Kerle: Officium mortuorum (1614)
- Manuel Cardoso: Missa pro defunctis (1625)
- Filipe de Magalhães: Missa pro defunctis (1636)

### Barock
- Steffano Bernardi: Missa pro defunctis (1. Hälfte 17. Jh.)
- Heinrich Ignaz Franz Biber: Requiem à 15 in concerto (1687), Requiem (ca. 1690)
- Francesco Brusa: Messa pro defunctis (1767)
- André Campra: Messe des morts (1722)
- Claudio Casciolini: Missa pro defunctis (1. Hälfte 18. Jh.)
- Francesco Cavalli: Missa pro defunctis (1675)
- Joan Cererols: Zwei Missae pro defunctis (ca. 1650)
- Marc-Antoine Charpentier: Messe des morts, H 7 (ca. 1690), Messe pour les trépasses (ca. 1695), Messe des morts à 4 voix et simphonie, H 10 (1697)
- Domenico Cimarosa: Requiem g-Moll (1787)
- Louis Chein: Missa pro defunctis (1690)
- Bartolomeo Cordans: fünf Requiem-Vertonungen, u. a. Messa da Requiem a tre voci virili (1738)
- Johann Ernst Eberlin: neun Requiem-Vertonungen, u. a. Requiem B-Dur (ca. 1750)
- Johann Joseph Fux: Kaiserrequiem, K. 51-54 (1720), Requiem K. 55 (1697), Requiem K. 56
- Cristóbal Galán: Misa de difuntos (ca. 1680)
- Jean Gilles: Messe des morts (1696)
- Lodovico Grossi da Viadana: Missa defunctorum (1598), Officium defunctorum, op. 11 (1600), Officium ac Missa defunctorum, op. 15 (1604)
- Johann Adolph Hasse: drei Requiem-Vertonungen, u. a. Requiem C-Dur (1763)
- Charles d'Helfer: Missa pro defunctis (1656)
- Juan de Herrera: drei Requiem-Vertonungen (1. Hälfte 18. Jh.)
- Johann Caspar Kerll: Missa pro defunctis (1669)
- Leopold I. (HRR): Missa pro defunctis (1673)
- Juan de Lienas: Zwei Requiem-Sätze (1. Hälfte 17. Jh.)
- Miguel López: Missa defunctorum à 12 (1716)
- Antonio Lotti: drei Requiem-Vertonungen, u. a. Requiem F-Dur (ca. 1726)
- Benedetto Marcello: Requiem g-Moll (ca. 1730)
- Adam Michna: Missa pro defunctis (1654)
- Étienne Moulinié: Missa pro defunctis (1636)
- Giovanni Battista Pergolesi: Requiem B-Dur (ca. 1732)
- Giuseppe Ottavio Pitoni: Missa pro defunctis (1688), Missa pro defunctis (1735)
- Giovanni Benedetto Platti: Requiem
- Guillaume Poitevin: Messe des morts (2. Hälfte 17. Jh.)
- Georg Reutter: sechs Requiem-Vertonungen, u. a. Requiem c-Moll (1753)
- Giovanni Battista Runcher: Messa da Requiem (ca. 1770)
- Esteban Salas y Castro: drei Requiem-Vertonungen, u. a. Requiem (1762)
- Johann Stadlmayr: Missa pro defunctis (1641)
- Christoph Strauss: Requiem G-Dur, Requiem (beide 1636)
- Gregor Joseph Werner: drei Requiem-Vertonungen, u. a. Requiem g-Moll (2. Hälfte 18. Jh.)
- Jan Zach: drei Requiem-Vertonungen, u. a. Requiem c-Moll (2. Hälfte 18. Jh.)
- Jan Dismas Zelenka: Requiem d-Moll (1721), Requiem c-Moll, ZWV 45 (ca. 1740)

### Klassik
- Nikolaus Betscher: Requiem
- Luigi Cherubini: Requiem in d-Moll für Männerchor und Orchester
- Luigi Cherubini: Requiem in c-Moll für gemischten Chor und Orchester
- Carl Ditters von Dittersdorf: Requiem c-moll für Soli, Chor und Orchester
- François-Joseph Fétis: Requiem
- François-Joseph Gossec: Requiem Grande Messe des Morts
- Michael Haydn: Requiem B-Dur MH 838
- Michael Haydn: Missa pro defuncto Archiepiscopo Sigismundo, c-Moll, MH 155 („Schrattenbach-Requiem“)
- Józef Kozłowski: Requiem es-Moll (zum Tod des polnischen Königs Stanislaus II. August Poniatowski), 1798
- Joseph Martin Kraus: Requiem
- Jean-Paul-Égide Martini: Messe de Requiem pour la Pompe funèbre de Louis XVI et Marie Antoinette f-Moll für Soli, Chor und Orchester, 1815
- Johann Simon Mayr: Requiem
- Gilbert Michl: Requiem Es-Dur für Soli, Chor und Orchester
- Joseph Willibald Michl: Drei lateinische und ein deutsches Requiem
- Wolfgang Amadeus Mozart: Requiem in d-Moll KV 626
- Ignaz Pleyel: Requiem Es-dur
- Anton Reicha: Missa pro defunctis für Sopran, Alt, Tenor, Bass, Chor und Orchester, 1808
- Antonio Rosetti: Requiem, 1776
- Antonio Salieri: Requiem c-Moll
- Franz Xaver Süssmayr: Requiem
- Georg Joseph Vogler: 4 Requiems in c, d, Es, e (um 1770), Requiem mit Libera me in g-Moll (1776)

### Romantik
- Hector Berlioz: Grande Messe des Morts op. 5
- Giovanni Bottesini: Messa da Requiem, 1881
- Anton Bruckner: Requiem in d-Moll (WAB 39)
- Alfred Bruneau: Requiem (1884–1888)
- Antonio Cagnoni: Requiem, 1888
- Gaetano Donizetti: Messa di Requiem (ohne Sanctus-Benedictus und Agnus Dei), d-Moll, für Soli, Chor und Orchester, zum Tode von Vincenzo Bellini, 1835
- Gaetano Donizetti: Messa da requiem per voci e orchestra, zum Tode von Niccolò Zingarelli, 1837
- Gaetano Donizetti: Messa da requiem per voci e orchestra, für die Exequien des Abtes Fazzini (1837)
- Felix Draeseke: Requiem h-Moll op. 22 für Soli, Chor und Orchester, 1883
- Felix Draeseke: Requiem e-Moll WoO 35 für fünf Gesangsstimmen a cappella, 1910
- Antonín Dvořák: Requiem
- Gabriel Fauré: Requiem
- Charles Gounod: Requiem C-Dur, 1891
- Louis Théodore Gouvy: Requiem
- Asger Hamerik: Requiem op. 34 (1886/1887)
- Friedrich Kiel: Requiem f-Moll op. 20 (1861) und Requiem As-Dur op. 80 (1881)
- Alban Lipp: 1 Requiem
- Teodulo Mabellini: Requiem Grande Messa di Requiem c-Moll (1850/51), ergänzt um Libera me, Domine f-Moll (1856)
- Franz Nekes: Requiem
- Josef Gabriel Rheinberger: Requiem b-Moll op. 60 für Chor und großes Orchester
- Josef Gabriel Rheinberger: Requiem Es-Dur op. 84 für Chor a cappella
- Josef Gabriel Rheinberger: Requiem d-Moll op. 194 für Chor und Orgel
- Camille Saint-Saëns: Requiem op. 54
- Robert Schumann: Requiem
- Paolo Serrao: Requiem
- Giovanni Sgambati: Messa da Requiem
- Franz von Suppè: Missa pro defunctis (Requiem d-Moll) für Soli, Chor und großes Orchester, 1855
- Guido Tacchinardi: Requiem a Rossini, 1869
- Messa per Rossini 13 italienische Komponisten, Komposition angeregt von Giuseppe Verdi, 1868
- Giuseppe Verdi: Messa da Requiem
- Richard Wetz: Requiem h-Moll op. 50

### Neue Musik
- Jehan Alain: Messe de Requiem, für vier gemischte Stimmen (JA 125, 1938)
- Wjatscheslaw Artjomow: Requiem, für Solostimmen, Chor und Orchester (1988)
- Kurt Atterberg: Requiem, op. 8 für Solostimmen, Chor und Orchester (1914)
- Boris Blacher: Requiem, 1958
- Heidi Breyer: Amor Aeternus: A Requiem For The Common Man (2022)
- Maurice Duruflé: Requiem
- Walter Haupt: Requiem – im Gedenken an die Opfer kriegerischer Verbrechen
- Paul Huber: Requiem, op. 32, 1956
- Volker David Kirchner: Requiem – Messa di Pace
- Markus Koch: Requiem op. 12
- Cyrillus Kreek: Reekviem c-Moll, 1927
- Konrad Lechner: Requiem für Alt und sieben Instrumente: 2 Oboen, Engl. Horn, Cembalo (Orgel), Viola, Violoncello und Kontrabass
- György Ligeti: Requiem
- Frank Martin: Requiem pour quatuor vocal solo, choeur mixte, orchestre et grand orgue 1971–72
- Klaus Miehling: Requiem für Soli, Chor und Barockorchester op. 24, 1988
- Siegfried Naumann: Requiem op. 61
- Gösta Neuwirth: Requiem, 1956
- Marcus Paus: Requiem (2014)
- Carlo Pedini: Requiem, für gemischten Chor, Kinderchor, Orgel und Streicher (2000–2003)
- Ildebrando Pizzetti: Messa di Requiem (1922/23)
- Zbigniew Preisner: Requiem dla mojego przyjaciela
- Günter Raphael: Requiem op. 20, 1927/28
- Siegfried Reda: Requiem vel vivorum consolatio für Soli, Chor und Orchester, 1963
- Aribert Reimann: Requiem für Bariton, Wolkenloses Christfest für Violoncello und Orchester, 1974
- Carl Rütti: "Requiem" (2007),  im Auftrag von The Bach Choir
- Alfred Schnittke: Requiem
- Igor Strawinsky: Requiem Canticles für Mezzosopran, Bass, Chor und Orchester, 1966
- Igor Fjodorowitsch Strawinsky: Introitus, T. S. Eliot in Memoriam für Männerchor und Instrumentalensemble, 1965
- Heinrich Sutermeister: Missa da Requiem, 1953
- Altuğ Ünlü: Requiem, 2014
- Erich Urbanner: Requiem für Soli, gemischten Chor und Orchester von 1982–83
- Andrew Lloyd Webber: Requiem
- Max Welcker: Requiem op. 106 für einstimmigen Chor/Solo und Orgel
- Max Welcker: Zweites Requiem mit Libera für vierstimmigen gemischten Chor a cappella op. 155

### Pop- und Rockmusik
- Aeternitas: Requiem (Symphonic Metal, 2000)
- Krief de Soli: Requiem: Missa pro defunctis in F-moll (Funeral Doom, 2020)

## Vertonungen des lateinischen Requiem-Textes und anderer Texte
- John Foulds: A World Requiem für Orchester und 1200 Choristen (1921, Textzusammenstellung von Foulds’ Ehefrau Maud MacCarthy mit zusätzlichen biblischen Passagen, Auszügen aus John Bunyans The Pilgrim’s Progress, Dichtungen des indischen Mystikers Kabir und einiger von ihr selbst verfasster Abschnitte)
- Benjamin Britten: War Requiem (1962, Gedichte von Wilfred Owen)
- Krzysztof Penderecki: Polnisches Requiem (1984, rev. 1993/2005, polnische Hymne Święty Boże)
- John Rutter: Requiem (1985, Psalm 130 und Psalm 23)
- Karl Jenkins: Requiem (2005, japanische Haikus)
- Marc L. Vogler: Corona-Requiem / Requiem Covid-19 für Bass, gemischten Chor, Orgel und großes Orchester (2020, Texte von Giovanni Boccaccio)

## Vertonungen orthodoxer Requiem-Texte
Die orthodoxen Kirchen haben ihre eigenen Sterbeliturgien:

### Panikhida (russisch-orthodox)
- Panikhida, op. 12 (Pawel Grigorjewitsch Tschesnokow)
- Panikhida, op. 39 (Fassung für gemischten Chor, Pawel Grigorjewitsch Tschesnokow)
- Panikhida, op. 39a (Fassung für Männerchor, Pawel Grigorjewitsch Tschesnokow)
- Zwei Panikhida-Gesänge (Alexander Dmitrijewitsch Kastalski)
- Vyechnaya pamyat' geroyam (Panikhida-Texte in Kantatenform, Alexander Dmitrijewitsch Kastalski)
- Panikhida (Stepan Wassiljewitsch Smolenski)
- Panikhida, op. 16 (Alexander Andrejewitsch Archangelski)
- Velikaya panikhida (Nikolai Iwanowitsch Kasanli)
- Panikhida (in englischer Sprache, John Tavener)

### Panakhyda (ukrainisch-orthodox)
- Panakhyda (Kyrylo Stetsenko)
- Panakhyda (Sinowij Lawryschyn)

### Opelo (serbisch-orthodox)
- Opelo in fis-Moll (Stevan Stojanović Mokranjac)
- Opelo in B (Stevan Hristić)
- Opelo (Josif Marinković)
- Opelo (Marko Kuzmanović)
- Opelo (Stanislav Binički)
- Opelo Pesniku Poginulom od Bombardovanja (Opelo-Texte in Kantatenform, Vojislav Kostić)
- Opelo (Nenad Barački)
- Opelo (Miloš Raičković)

### Armenisch-apostolisch
Es existieren Vertonungen von Komitas Vardapet, Alexander Arutjunjan und Loris Tjeknavorian.

## Vertonungen anderer Texte

### Bibel
- Heinrich Schütz: Musikalische Exequien (1636)
- Johannes Brahms: Ein deutsches Requiem (1868, nach Worten der Heiligen Schrift)
- Rudolf Mauersberger: Dresdner Requiem (1947/1948)

### Sonstige Texte
- Siegmund von Hausegger: Requiem nach Friedrich Hebbel für 8-stimmigen gemischten Chor (1907)
- Max Reger: Requiem (1915, Text von Friedrich Hebbel: Seele, vergiss sie nicht)
- Kurt Weill: Berliner Requiem (1929, Text von Bertolt Brecht)
- Hanns Eisler: Lenin-Requiem (1937, Text von Bertolt Brecht)
- Paul Hindemith: When Lilacs Last in the Dooryard Bloom’d – Ein Requiem für die, die wir lieben (1946, nach Texten von Walt Whitman)
- Joseph Haas: Totenmesse (1947, op. 101, in deutscher Sprache nach Texten von E. Wiechert für Sprechstimmen, Kinder-, Frauen- und Männerchor sowie gemischten Chor mit Orchester)
- Johann Nepomuk David: Requiem chorale für Soli, Chor und Orchester op. 48 (1956)
- Paul Dessau: Requiem für Lumumba (1961–1963, Text: Karl Mickel)
- Wilfred Josephs: Requiem op. 39 (Text: Hebräisches Gebet Kaddisch)
- Josef Tal: The Death of Moses (1967). Requiem für Alt, Tenor, Bass, gemischten Chor, Kammerorchester und MagT. Text: Yehuda Ya'ari
- Bernd Alois Zimmermann: Requiem für einen jungen Dichter (1969)
- Cesar Bresgen: Deutsche Totenmesse (1972)
- Rock Requiem
- Mikis Theodorakis: Requiem (1984, Text: Ioannis Damaskinos[1])
- Peter Janssens: Ehrfurcht vor dem Leben – Requiem für Albert Schweitzer, 1990
- Thomas Fortmann: Requiem für ein ungeborenes Kind (1990)
- Dietrich Lohff: Requiem für einen polnischen Jungen (1998) nach Texten von Opfern des Faschismus
- Helmut Oehring: Requiem für drei Countertenöre, 12 Instrumente und Live-Elektronik (Gemeinschaftsarbeit mit Iris ter Schiphorst, 1998)
- Colin Mawby: Requiem of Hope (Requiem der Hoffnung) für Sopran, gemischten Chor und Orgel, komponiert von 1995 bis 2002, basiert auf Texten von Henry Vaughan, John Henry Newman und anonymen Texten
- Klaus Michael Miehling: Requiem (5. Teil der Judas-Passion op. 105, 2004, Textauswahl: Matthias Uhlich)
- Stefan Hippe: Requiem für Sopran, gemischten Chor und Orchester (2005). Texte: von Alejandra Pizarnik und aus dem Alten Testament

## Vertonungen ohne Text
- Benjamin Britten: Sinfonia da Requiem op. 20
- Riccardo Malipiero: Requiem für Orchester, 1975
- Klaus Huber: Kleines Requiem für Heinrich Böll (1991) für Chor a cappella und Bassbariton; Text: Hildegard von Bingen
- Hans Werner Henze: Requiem (1990–1992), 9 geistliche Konzerte für Klavier solo, konzertierende Trompete und großes Kammerorchester
- Wolfram Graf: Requiem-Metamorphosen. Ein Prolog zum Requiem von Wolfgang Amadeus Mozart für Orchester (1992)
- Henryk Górecki: Kleines Requiem für eine Polka op. 66 (1993)
- Horst Lohse: Die vier letzten Dinge (Quasi una Sinfonia da Requiem) für Orgel und großes Orchester (1996/97)
- Michel Meynaud: Klavierkonzert Nr. 2 (Requiem)
- Boris Guckelsberger: Requiem, für Viola sola (2001)
- Hanno Haag: Requiem für Fagott und Streichorchester, op. 63 (2001)
- Einojuhani Rautavaara: A Requiem in Our Time, for Brass Ensemble

Mit Glocken:
- H. Johannes Wallmann:
  - Glocken Requiem Dresden – Komposition für 129 vernetzte Dresdner Kirchenglocken
  - Glocken Requiem XXI für drei voneinander weitentfernte Chorgruppen, 137 Glocken und elektronische Klänge (Texte in Deutsch, Hebräisch, Hocharabisch)